# هلیگولند ۶۳۰۵
سیارک ۶۳۰۵ (به انگلیسی: 6305 Helgoland، نامگذاری:1989GE8) شش هزار و سیصد و پنجمین سیارک کشف شده‌است که در ۶ آوریل ۱۹۸۹ کشف شد.
قدر مطلق سیارک برابر ۱۴٫۵۰ است.